# Karol Hauke
Karol January Stanisław Hauke h. Bosak (ur. 19 września 1888 w Warszawie, zm. wiosną 1940 w Charkowie) – pułkownik dyplomowany artylerii Wojska Polskiego, kawaler Orderu Virtuti Militari, ofiara zbrodni katyńskiej.

## Życiorys
Pochodził z rodziny o długoletnich tradycjach militarnych i patriotycznych. Był praprawnukiem Fryderyka Karola Haukego, prawnukiem generała Maurycego Hauke, wnukiem generała Aleksandra Hauke, synem Zygmunta Hauke herbu Bosak (1851–1912) i Zofii z Kosteckich herbu Leszczyc (ur. 1857).
Ukończył gimnazjum klasyczne i zdał egzamin dojrzałości w Rydze. W latach 1908–1909 odbył jednoroczną ochotniczą służbę w armii rosyjskiej, którą ukończył w stopniu chorążego. W latach 1909–1914 studiował na Wydziale Inżynierii Lądowej na Politechnice Ryskiej. W trakcie studiów został przyjęty do korporacji akademickiej Arkonia.

### Służba w Armii Rosyjskiej
W 1914 zmobilizowany do armii rosyjskiej, kolejno awansuje do stopnia podporucznika i porucznika. W 1917 brał udział w walkach w Prusach Wschodnich, na Suwalszczyźnie, Grodzieńszczyźnie i Wileńszczyźnie. We wrześniu 1917 na własna prośbę przeniesiony do I Korpusu Polskiego. W styczniu 1918 aresztowany przez bolszewików, osadzony w więzieniu, następnie internowany.

### Służba w Wojsku Polskim
15 stycznia 1919 zgłosił się do Wojska Polskiego i został skierowany do Szkoły Podchorążych w Rembertowie. Następnie pełnił służbę w 1 pułku artylerii polowej Legionów jako dowódca baterii. W tym czasie awansował do stopnia kapitana. W lipcu 1919 w Biedrusku przystąpił do organizacji III dywizjonu 3 pułku artylerii polowej Wielkopolskiej (w styczniu 1920 przemianowanego na 14 Wielkopolski pułk artylerii polowej), którego był pierwszym dowódcą. 5 września 1919 wraz z dowodzonym przez siebie pododdziałem przybył do Bobrujska, a później do Głębokiego. 19 września 1919 rozpoczął marsz na Połock rozpoczynając walki na froncie litewsko-białoruskim. W walkach pod Jakimorką 17 marca 1920 odznaczył się męstwem, odwagą i rozwagą. W największym ogniu kulomiotów i karabinów posuwał się w linii piechoty, obserwując i kierując ogień swoich baterii, przez co dał największe atuty strzelcom. W najkrytyczniejszym położeniu swą energią i spokojem wywierał wielki wpływ na otoczenie. Swym przykładem osobistym, odwagą i brawurą przyczynił się do zwycięstwa. 19 września 1920 w folwarku Prużany odznaczony przez gen. Daniela Konarzewskiego Krzyżem Srebrnym Orderu Virtuti Militari.
W kwietniu 1921, po zakończeniu wojny, wcielony został wraz z całym dywizjonem do nowo powstałego 25 pułku artylerii polowej w Kaliszu. W następnym roku przeniesiony do 7 pułku artylerii ciężkiej, awansując do stopnia majora. W latach 1922–1924 był słuchaczem Kursu Normalnego Wyższej Szkoły Wojennej w Warszawie. Z dniem 1 października 1924, po ukończeniu kursu i uzyskaniu dyplomu naukowego oficera Sztabu Generalnego, przydzielony został do Oddziału III Sztabu Generalnego WP, na stanowisko kierownika referatu. W latach 1925–1926 był zastępcą dowódcy 3 pułku artylerii polowej Legionów. Z dniem 24 października 1926 przydzielony został do dowództwa 3 Dywizji Piechoty Legionów w Zamościu na stanowisko szefa sztabu. W 1927 wyznaczony został na stanowisko oficera sztabu Inspektoratu Armii gen. dyw. Aleksandra Osińskiego. W okresie od 23 kwietnia 1929 do 29 kwietnia 1934 dowodził 4 pułkiem artylerii polowej (1 stycznia 1932 przemianowanym na 4 pułk artylerii lekkiej). Od 1930 pełnił również obowiązki dowódcy garnizonu Inowrocław. Po przekazaniu obowiązków dowódcy pułku objął stanowisko Rejonowego Inspektora Koni w Bydgoszczy. Na tym stanowisku pozostawał do 1939 roku.
W trakcie kampanii wrześniowej po agresji ZSRR na Polskę wzięty do niewoli sowieckiej. Więziony w obozie w Starobielsk, a następnie zamordowany Wiosną 1940 roku został zamordowany przez funkcjonariuszy NKWD w Charkowie i pogrzebany w Piatichatkach, gdzie od 17 czerwca 2000 mieści się oficjalnie Cmentarz Ofiar Totalitaryzmu w Charkowie.
Jego symboliczny grób znajduje się na cmentarzu Powązkowskim w Warszawie (kwatera 10-3-5).

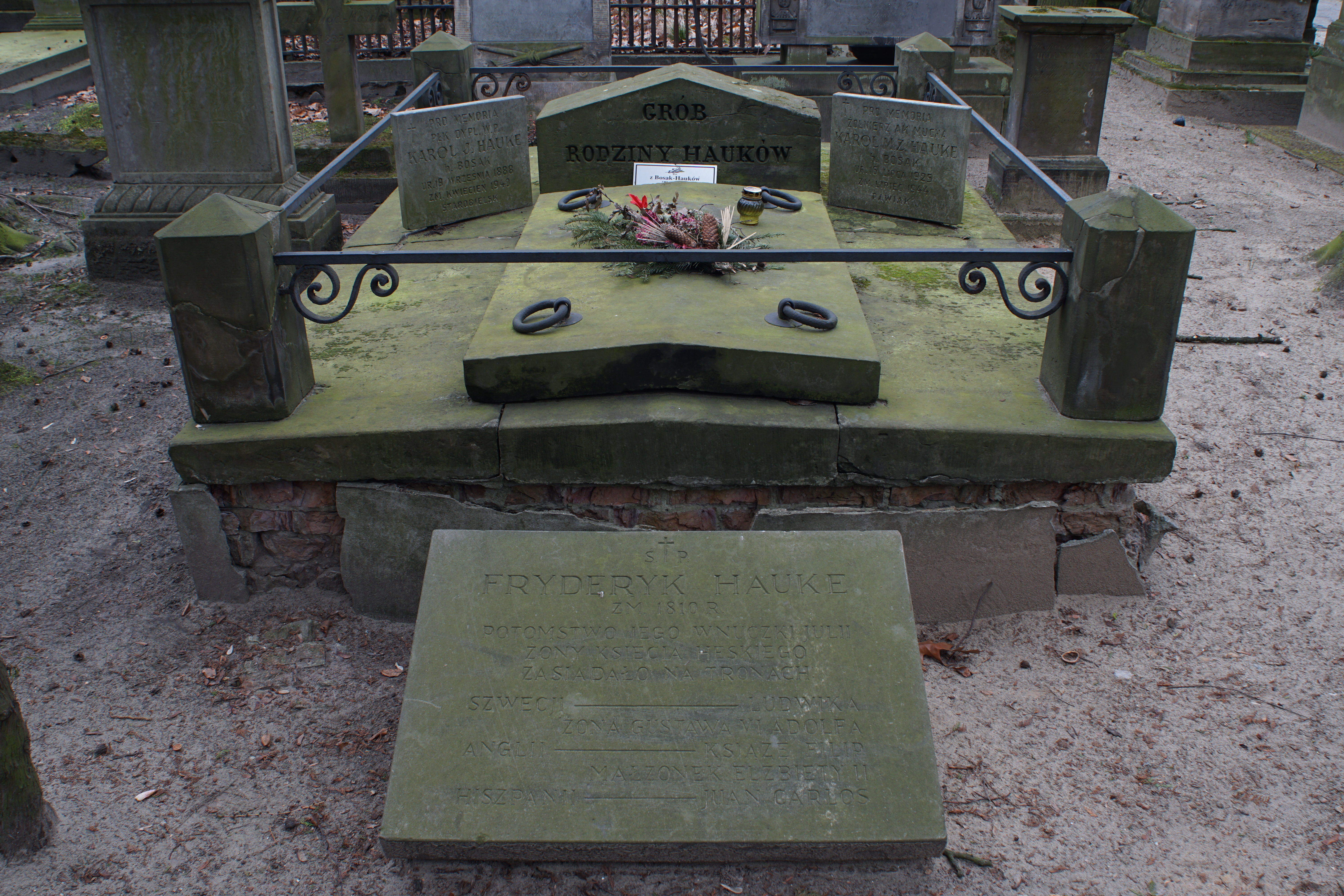
Grób rodziny Hauke na cmentarzu Powązkowskim

### Rodzina
Karol Hauke był żonaty od 1929 z Marią von Kreisler z domu Sinicyn (ur. 1891) i miał z nią dwie córki, Marię (ur. 1930) i Jolantę (ur. 1931).
Brat Karola Aleksander (1880–1949), inżynier budownictwa, zamieszkały do 1939 przy al. Szucha w Warszawie nr 21, jest protoplastą dzisiejszych Hauków, mieszkających od 60. lat XX wieku w Szwecji.

## Awanse
- major – 3 maja 1922 zweryfikowany ze starszeństwem z dniem 1 czerwca 1919
- podpułkownik – 31 marca 1924 ze starszeństwem z dniem 1 lipca 1923 i 31. lokatą w korpusie oficerów artylerii
- pułkownik – 24 grudnia 1929 ze starszeństwem z dniem 1 stycznia 1930[12] i 7. lokatą w korpusie oficerów artylerii

Postanowieniem nr 112-48-07 Prezydenta Rzeczypospolitej Polskiej Lecha Kaczyńskiego z 5 października 2007 mianowany został, pośmiertnie, do stopnia generała brygady. Awans został ogłoszony 9 listopada 2007 w Warszawie, w trakcie uroczystości „Katyń Pamiętamy – Uczcijmy Pamięć Bohaterów”.

## Ordery i odznaczenia
- Krzyż Srebrny Orderu Wojskowego Virtuti Militari nr 111 (1922)[16]
- Krzyż Walecznych (trzykrotnie)[17]
- Złoty Krzyż Zasługi (10 listopada 1928)[18][17]
- Medal Pamiątkowy za Wojnę 1918–1921
- Medal Dziesięciolecia Odzyskanej Niepodległości
- Złota Odznaka Honorowa Ligi Obrony Powietrznej i Przeciwgazowej I stopnia[19]
- Odznaka Pamiątkowa Generalnego Inspektora Sił Zbrojnych (12 maja 1936)
- Odznaka Pamiątkowa I Korpusu Polskiego w Rosji[20]
- Państwowa Odznaka Sportowa[21]
- Medal Zwycięstwa („Médaille Interalliée”)[22]